# Sorocostia paramoea
Sorocostia paramoea är en fjärilsart som beskrevs av Edward Meyrick 1886. Sorocostia paramoea ingår i släktet Sorocostia och familjen trågspinnare. Inga underarter finns listade i Catalogue of Life.